# Milotice nad Opavou
Milotice nad Opavou (in tedesco Milkendorf) è un comune della Repubblica Ceca facente parte del distretto di Bruntál, nella regione della Moravia-Slesia.